# Maalaala Mo Kaya
Maalaala Mo Kaya är en filippinsk TV-serie som sänds på ABS-CBN från 15 maj 1991. Programledare är Charo Santos-Concio.